# Tom Maddox
Tom Maddox (n. octombrie 1945, Beckley⁠(d), Virginia de Vest, SUA – d. 18 octombrie 2022) a fost un scriitor american de literatură științifico-fantastică, cunoscut pentru participarea sa la prima mișcare cyberpunk.
Primul său roman este Halo (ISBN 0-312-85249-5), publicat inițial în 1991 de Tor Books. Povestirea sa Snake Eyes a apărut în 1986 în colecția Mirrorshades editată de Bruce Sterling.
Este cel mai cunoscut ca prieten și partener de scris al autorului William Gibson. Ei au scris împreună două episoade din Dosarele X: "Kill Switch" și "First Person Shooter".

## Lucrări

### Romane
- Halo (1991)

### Povestiri
- The Mind Like a Strange Balloon (1985)
- Snake-Eyes (1986)
- The Robot and the One You Love (1988)
- Florida (1989)--not really a short story but a very short broadside--a "bookmark"--contributed to Magicon.
- Baby Strange (1989)
- Gravity's Angel (1992)
- Spirit of the Night (2010)